# Hergershausen
Hergershausen è il più grande dei cinque villaggi nel comune di Babenhausen nel circondario di Darmstadt-Dieburg nell'Assia meridionale.

## Posizione geografica
Il paese si trova nel circondario di Darmstadt-Dieburg sulle prime colline dei Monti Odenwald settentrionali, a circa 7 km a nordest di Dieburg, sulla Gersprenz, ad un'altitudine di 130 m. La struttura del villaggio con case a graticcio a capanna per lo più del XVII e XVIII secolo è ben conservata.

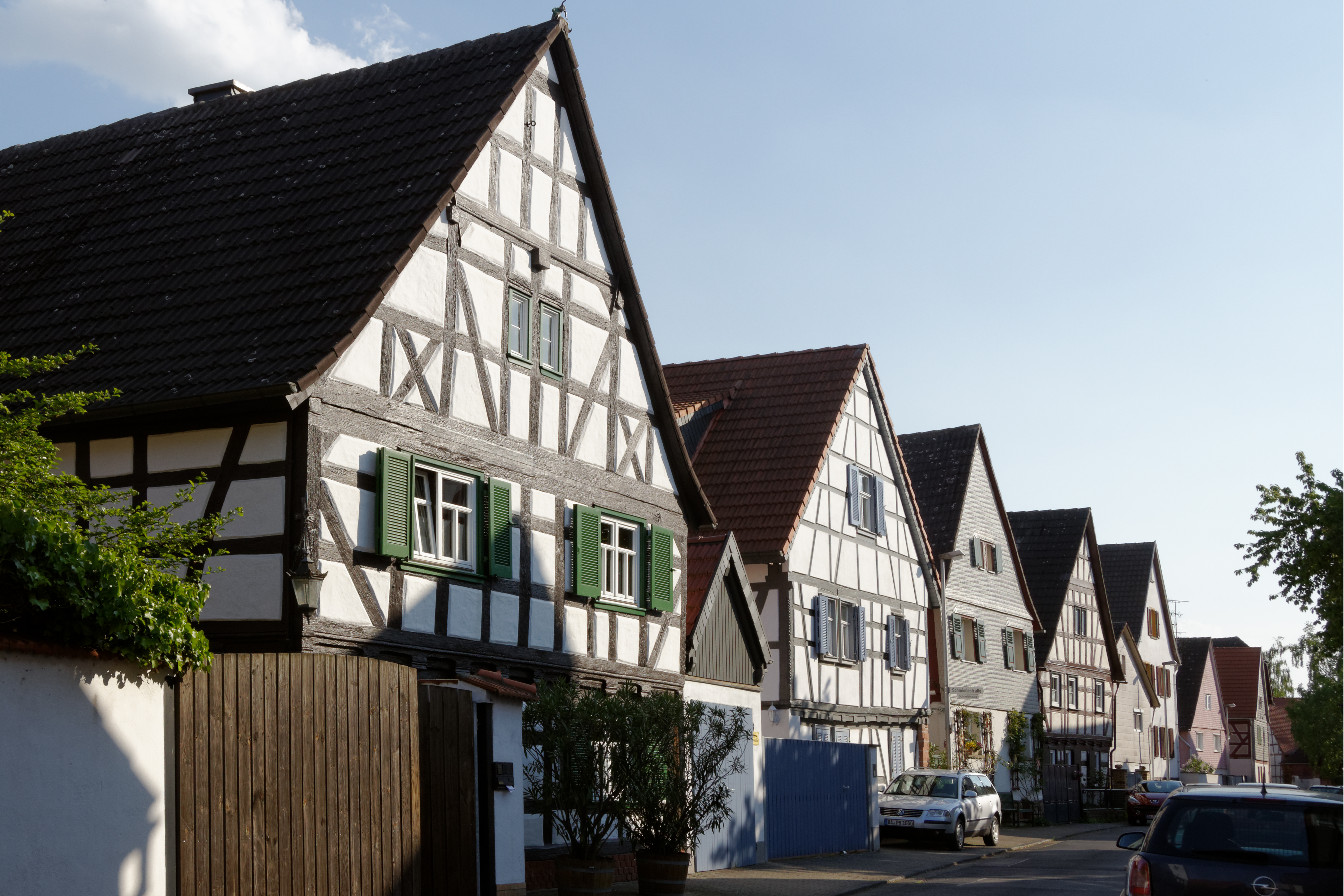
Breite Straße, Hergershausen

## Storia

Marca di Babenhausen

### Preistoria e antichità

#### Età del bronzo
Oltre ai ritrovamenti ossei, la prima insediamento di Hergershausen nell'età del bronzo può essere dimostrata da un tumulo funerario sul campo di Haugsahl, a ovest di Hergershausen. I primi reperti di oggetti risalgono al periodo della cultura dei Campi di Urne (1200-800 a.C.). La cultura dei Campi di Urne è caratterizzata dal fatto che i defunti non vengono sepolti in tumuli funerari ma bruciati in urne. Negli scavi sono stati trovati i seguenti oggetti ceramici:
- 5 ciotole piegate,
- una tazza con collo a cono,
- una tazza con spalla,
- Mappe di Hergershausenun collo di cilindro rotto,

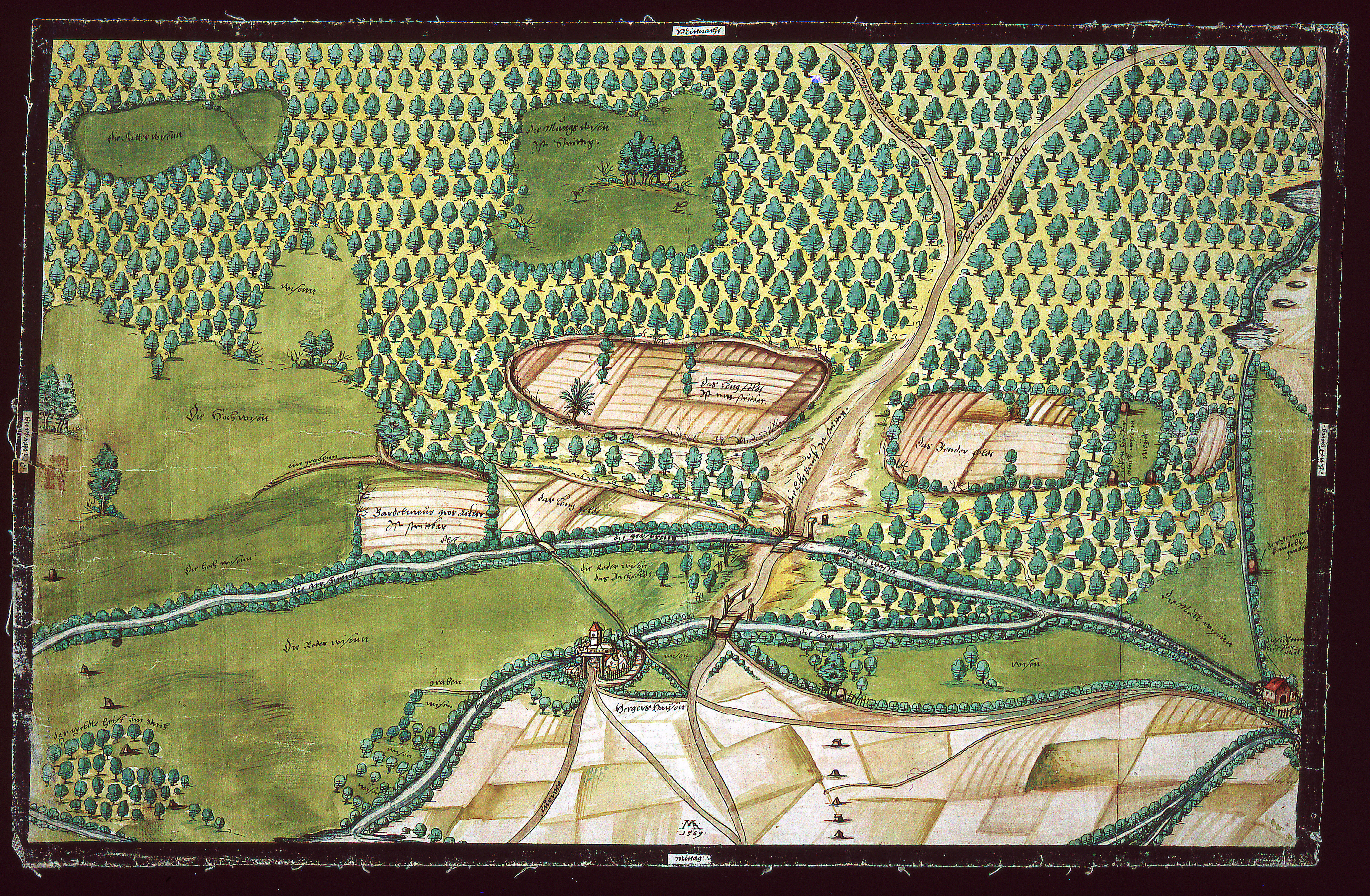
Mappe di Hergershausen

- un'urna con collo cilindrico di 40,5 cm.

Un anello e due frammenti ossei lunghi del periodo di La Tène sono stati trovati vicino all'impianto idrico di Hergershausen. Alcuni di questi oggetti sono in mostra presso il Museo di Schloss Fechenbach a Dieburg.

#### Periodo romano
Durante l'epoca romana, una strada romana attraversava il distretto di Hergershausen, collegando il forte romano di Dieburg con Seligenstadt. Sono stati fatti ritrovamenti in tombe urne romane lungo le strade verso Eppertshausen e Sickenhofen, così come a nord di Hergershausen. Tuttavia, il ritrovamento più importante è stato il Priapo di Hergershausen. Una statua in terracotta alta 25 cm su un piedistallo, vestita con una tunica e con un cesto pieno di frutta in mano.

### Medioevo

#### Prima menzione
Hergershausen è stata menzionata per la prima volta nel 1260 a seguito di uno scambio di reddito da interessi. L'abate Rudolf del monastero di San Albano vicino a Magonza scambiò il reddito da interessi di 2 scellini proveniente da Heregerishusen e Großostheim con il reddito equivalente del "Giudeo Anselmo con la barba di Magonza", che era più vicino a Magonza. Lo scambio è stato gestito dall'Abbazia di San Pietro e Alessandro ad Aschaffenburg. Il documento è autenticato col sigillo dell'abate Rudolf. Menzioni di questo scambio si trovano anche nella necrologia del monastero (1267/68) e nel registro di interessi della camera (1283).

#### Il nome Hergershausen
Il nome Hergershausen probabilmente deriva da una casa o altro insediamento di un uomo chiamato Herigar. Secondo il nome, si tratta probabilmente di una fondazione carolingia (687-814 d.C.). Nel periodo successivo, il luogo è stato menzionato in documenti storici con nomi di luoghi variabili (tra parentesi l'anno della menzione).
- Heregerishusin (1260);
- Hergerishusin (1283);
- Hergershusin (1340);
- Hergirshusen (1355);
- Hergetshausen (1369);
- Hergershusen (1371);
- Hergirshusen (1388);
- Hirginshusen (1405);
- Herngeßhusen (1435);
- Hirgerßhußen (1467);
- Hergerßhausen (1545).

#### Storia medievale
Il villaggio probabilmente passò in possesso di Hanau attraverso il matrimonio di Adelheid di Münzenberg, figlia di Ulrich I di Münzenberg, con Reinardo I di Hanau, avvenuto prima del 1245 (l'anno esatto non è noto). Apparteneva all'ufficio di Babenhausen del Signore e successivamente Contea di Hanau, poi dal 1456 alla Contea di Hanau-Lichtenberg. Apparteneva anche alla Marca di Babenhausen.
Una delle più antiche menzioni sopravvissute del villaggio risale al 1340, quando Culmann e Hille Hartrad ricevettero un penny di una libbra di Heller di Hergershausen da Oswald, Johann e Hermann di Groschlag. Prima di scoprire la nuova prima menzione nel 1260, quella menzione era la prima menzione di Hergershausen. Anche allora, il luogo veniva probabilmente dato in feudo dal Conte di Hanau alla famiglia di Groschlag di Dieburg.
Nel 1368 la famiglia di Groschlag scambiò diritti con i Conti di Hanau. Così ricevettero il tribunale del villaggio e il diritto di alloggio.
Nel 1426 è il primo documento in cui il Conte Reinardo II di Hanau cede Hergershausen in feudo ai fratelli Heinrich e Henne di Groschlag, con tutti i suoi accessori (tribunale, campi, prati, pascoli e sudditi).
Nel 1438 la famiglia di Groschlag impegnò in pegno il feudo di Hergershausen con tutti i suoi accessori e altri luoghi circostanti ai Conti Johann III e Philip I di Katzenelnbogen. Il Langraviato di Assia(-Darmstadt) erano gli eredi dei Conti di Katzenelnbogen.
Gli anni successivi sono sempre caratterizzati da dispute legali tra i Conti di Hanau-Lichtenberg e i Groschlag, che cercarono di sfruttare ogni opportunità per ottenere più diritti per il loro feudo. Nel 1504, Oswald di Groschlag cercò di staccarsi dal dominio dei Conti di Hanau-Lichtenberg e passare sotto l'elettorato di Magonza. Voleva cogliere l'opportunità presentatasi dalla morte di Philip II e la bolla imperiale contro suo figlio Philip III. Il progetto rimase infruttuoso dopo la riconciliazione di Philip III con l'Imperatore Massimiliano I.

### Età moderna

#### XVI secolo
Dal 1510 al 1552 i residenti di Hergershausen acquistarono il Burgrecht a Francoforte, il che significava che in caso di pericolo, i residenti di Hergershausen e Sickenhofen potevano cercare rifugio dietro le mura cittadine di Francoforte. Non è chiaro esattamente perché Francoforte, così lontana, sia stata scelta. Il Burgrecht fu revocato ai residenti di Hergershausen e Sickenhofen dopo 52 anni perché non avevano più adempiuto ai loro obblighi, incluso il mantenimento delle fortificazioni di Francoforte.
Nel 1544, il Conte Philip IV di Hanau-Lichtenberg si convertì ufficialmente alla fede luterana e nello stesso anno incaricò Erasmus Alberus di convertire il sottocantone di Babenhausen e quindi anche Hergershausen. Alcuni cittadini di Hergershausen si rivolsero quindi alla Chiesa protestante di Sickenhofen, poiché a Hergershausen c'era solo una chiesa filiale della Chiesa cattolica di Dieburg. Si può quindi parlare di una dicotomia delle denominazioni fino all'incirca all'anno 1600.
Nel 1546, il Langravio Philip I d'Assia-Darmstadt rinunciò ai diritti di pegno di Hergershausen e Sickenhofen per 2.500 talleri, in modo che la famiglia di Groschlag tornasse ad essere piena proprietaria del loro feudo.
Nel 1547, il cattolico Philip di Groschlag tentò di ottenere se stesso e il suo feudo, incluso Hergershausen e Sickenhofen, dal conte protestante e signore feudale Philip IV di Hanau-Lichtenberg con l'aiuto di una carta di libertà recante il sigillo dell'Imperatore Carlo V. Nel 1551, l'Imperatore Carlo V appellò alla Corte della Camera Imperiale per chiarire la questione. La questione fu risolta nel 1554 con un accordo tra Philip IV di Hanau-Lichtenberg e Philip di Groschlag, morto nel 1564.

#### XVII secolo
Durante la Guerra dei Trent'anni, la famiglia di Groschlag sfruttò l'agitazione della guerra per ottenere più diritti. Nel 1631, Johann Philipp di Groschlag chiese servizi di corvée ai cittadini di Hergershausen e Sickenhofen, i quali, tuttavia, rifiutarono collettivamente. Un cittadino comune di Hergershausen, Michael Kratz, fu considerato il capo e venne trattenuto in custodia presso il tribunale della famiglia di Groschlag a Dieburg per 10 giorni. Tuttavia, un funzionario di Hanau-Lichtenberg chiarì categoricamente che questa azione era avvenuta senza il consenso del conte e quindi non era legale.
Da agosto a ottobre 1631, i documenti mostrano che i villaggi di Hergershausen e Sickenhofen fornirono 10 cavalieri imperiali e le truppe imperiali del tenente colonnello von Meuen e del colonnello Ennet di cibo e alloggio.
Nel 1632 le truppe del Conte di Isenburg, alleato degli svedesi, scacciarono le truppe imperiali dalla Marca di Babenhausen.
Nel 1635 iniziò il periodo più difficile per i cittadini di Hergershausen. A metà febbraio, una compagnia di svedesi con 60 cavalieri alloggiò a Babenhausen. Il 25 febbraio 1635, la città fu assediata dal Conte Philipp di Mansfeld. L'assedio non ebbe successo. Un ultimo assalto avvenne il 28 marzo 1635, ma fu respinto dagli svedesi. Il Conte Philipp di Mansfeld si ritirò con perdite di 350 uomini, ma prima fece incendiare il mulino Konfurt, il che portò alla carestia nella città. L'assedio di Babenhausen è significativo per Hergershausen, poiché molti cittadini dei villaggi circostanti cercarono protezione dietro le mura cittadine di Babenhausen. È disponibile un elenco dall'ufficio di Babenhausen da settembre 1635, in cui sono nominati 18 cittadini sopravvissuti di Hergershausen.
Dal 1636 l'intero ufficio di Babenhausen, incluso Hergershausen, fu sotto l'Elettorato di Magonza. L'elettore e contemporaneamente arcivescovo di Magonza tentò di includere permanentemente l'ufficio di Babenhausen nei suoi domini e quindi creare un collegamento terrestre tra la proprietà elettorale di Dieburg e la seconda residenza elettorale di Aschaffenburg. Dopo lunghe trattative, tuttavia, i soldati di Magonza lasciarono nuovamente Babenhausen nel 1647 e Babenhausen tornò nuovamente alla Contea di Hanau-Lichtenberg.
Nel 1647 un reggimento francese passò per Hergershausen e rubò l'ultima campana della chiesa di Hergershausen che pendeva sopra il coro.
Dopo la fine della Guerra dei Trent'anni nel 1648, gran parte della Marca di Babenhausen era stata devastata e doveva essere ricostruita. Mancava denaro, cibo e bestiame. La regione si riprese solo lentamente. Fu solo dopo la prima metà del XVIII secolo che le fortune e la popolazione probabilmente raggiunsero quelle precedenti alla guerra. A causa del Conte Federico Casimiro di Hanau-Lichtenberg, Babenhausen perse il suo status di residenza del Conte, il che favorì ulteriormente lo sviluppo più lento della regione.
Nel 1688, un contratto tra Philipp Reinhard di Hanau-Münzenberg e Johann Philipp Ernst Barone di Groschlag chiarì che i diritti di Groschlag si estendevano solo al lato meridionale della Gersprenz.
Nel 1698, facendo riferimento al trattato del 1688, la Gersprenz fu definita come confine settentrionale tra il distretto di Babenhausen e il feudo di Groschlag di Hergershausen e Sickenhofen.

### Tempi moderni

#### XVIII secolo

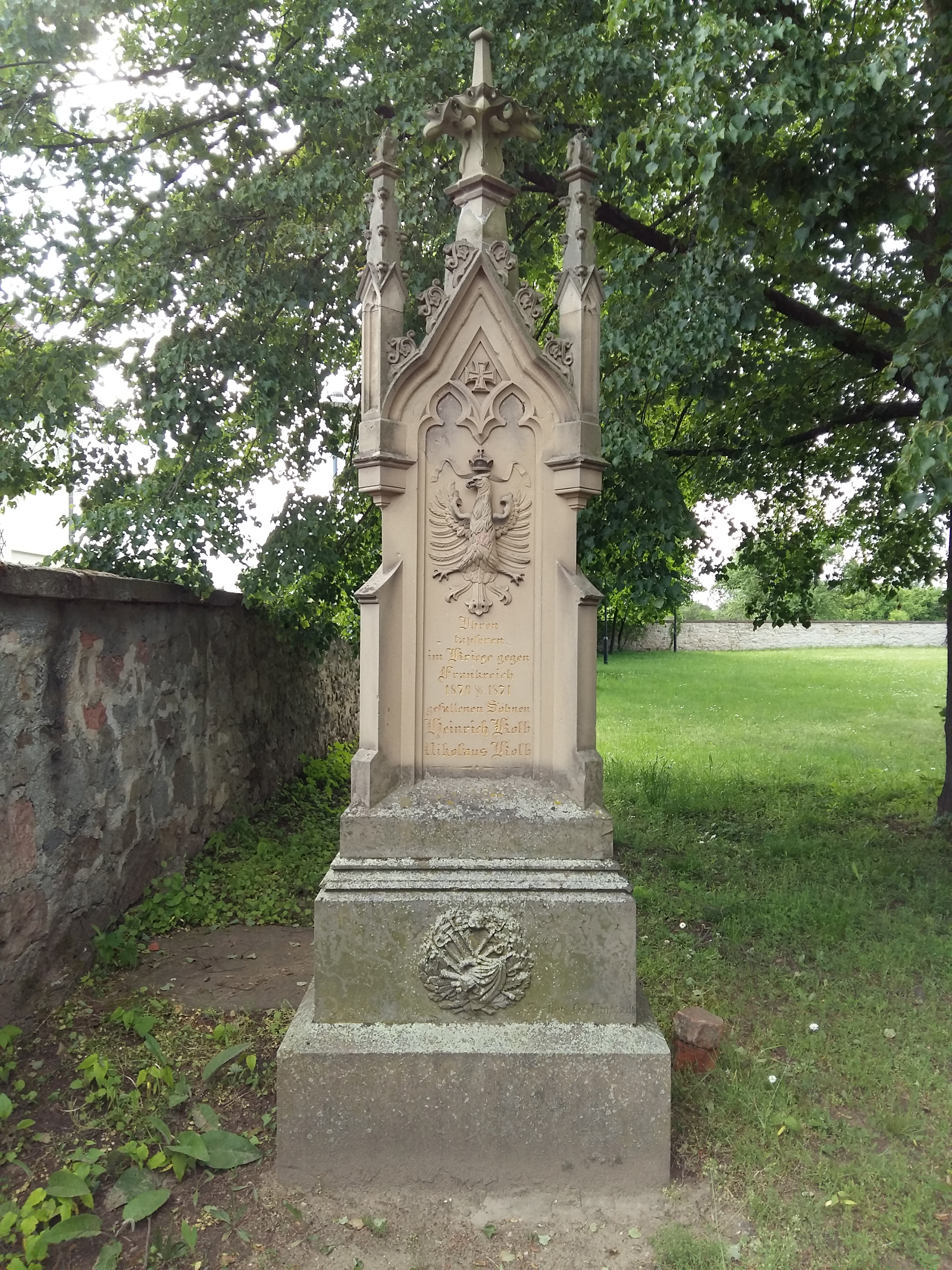
Monumento ai Caduti e ai Partecipanti della Guerra Franco-Prussiana nel cortile della chiesa evangelica

Nel 1706, truppe russe passarono per Hergershausen, scacciate dalla Sassonia dagli svedesi.
Nel 1709, Johann Philipp Ernst Barone di Groschlag firmò un contratto con i residenti di Hergershausen e Sickenhofen riguardante le tasse annuali da pagare e i servizi obbligatori da eseguire. Questo contratto chiarì che la famiglia di Groschlag non si considerava più esclusivamente come affittuari feudali, ma quasi come proprietari dei villaggi, poiché avevano il diritto di riscuotere tasse, un diritto fondamentale dello Stato, che i Conti di Hanau-Münzenberg avrebbero effettivamente dovuto avere. Nel 1772, Friedrich Karl Barone di Groschlag si definì con sicurezza Signore di Hergershausen.
Nel 1711/12 fu consacrata la nuova costruzione della chiesa evangelica, ancora oggi in uso.
Dopo la morte dell'ultimo conte di Hanau, Johann Reinardo III, nel 1736, il Langravio Federico II d'Assia-Kassel ereditò la contea di Hanau-Münzenberg in base a un contratto di eredità del 1643. A causa della successione intestata, la contea di Hanau-Lichtenberg passò al figlio dell'unica figlia di Johann Reinhard III, il Langravio Luigi IX. d'Assia-Darmstadt. L'affiliazione del distretto di Babenhausen e dei suoi villaggi a Hanau-Münzenberg o Hanau-Lichtenberg fu oggetto di controversie tra i due eredi, il che portò a decenni di dispute ereditarie tra il Langravio d'Assia-Darmstadt e il Langravio d'Assia-Kassel.
Durante la guerra di successione austriaca dal 1740 al 1748, l'area di Hergershausen fu più volte attraversata dalle truppe austriache e francesi. Queste dovevano essere fornite di cibo, a volte era richiesto anche lavoro manuale e di attrezzatura.
Durante la guerra dei sette anni dal 1756 al 1763, anche le truppe francesi dovevano essere fornite di cibo dagli abitanti dei villaggi.
Nel 1771, i langravi di Assia-Kassel e di Assia-Darmstadt concordarono il cosiddetto recessus partium, l'accordo di Celle. In questo accordo, si stabilì che i due villaggi erano sotto l'amministrazione congiunta e dovevano alternarsi nel pagamento delle tasse al sovrano ogni anno. I Groschlag mantennero il feudo fino al cosiddetto Aperturfall - l'estinzione della linea maschile dei Groschlag.
Nel 1799 Friedrich Carl Willibald, l'ultimo maschio dei Groschlag, morì. L'eredità, comprese le proprietà fondiarie a Hergershausen e Sickenhofen, passò alla sua sorella Philippine Gabriele Sophie di Groschlag. Tuttavia, i langravi d'Assia-Kassel e d'Assia-Darmstadt non concessero il feudo di Hergershausen e Sickenhofen a Philippine Gabriele Sophie di Groschlag e ai suoi eredi, poiché erano irritati dal fatto che i Groschlag considerassero Hergershausen e Sickenhofen de facto la loro proprietà.

#### XIX secolo
L'8 marzo 1800, soldati di Assia-Kassel si mossero verso Sickenhofen e soldati di Assia-Darmstadt verso Hergershausen per far valere i loro diritti sovrani.
Il 31 dicembre 1802 fu raggiunto un accordo sulla somma di compensazione per la rinuncia permanente al feudo di Hergershausen e Sickenhofen.
Il 26 agosto 1803, Hergershausen fu consegnata ceremonialmente a Assia-Kassel, poiché tutti i diritti feudali su Hergershausen furono assegnati a Assia-Kassel.
Nel 1805, a seguito della Seconda Guerra della Coalizione, una squadriglia di cacciatori francesi con 66 uomini e 68 cavalli fu alloggiata a Hergershausen. Successivamente seguì un reggimento di ussari.
Nel 1806 l'ufficio di Babenhausen e con esso Hergershausen fu occupato dai francesi perché l'elettore Guglielmo I di Assia-Kassel rifiutò di aderire alla Confederazione del Reno.
Nel 1810, il neonato Granducato di Assia (Darmstadt) sotto il Granduca Ludovico I concluse un trattato di stato con la Francia, in cui il distretto di Babenhausen e quindi anche Hergershausen furono incorporati nel Granducato. Questo fu confermato dopo la sconfitta finale di Napoleone.
Nel 1812, durante la campagna russa di Napoleone, anche i cittadini di Hergershausen andarono in guerra come alleati della Francia nell'esercito granducale di Assia. Ad ottobre ad esempio il cittadino Johann Conrad Ackermann di Hergershausen morì a Vjaz'ma durante la marcia su Mosca.
Nel 1813 il Granducato di Assia lasciò la Confederazione del Reno. In quel momento era un'area di transito per varie truppe. Ad esempio, nell'ottobre 1813, soldati russi furono alloggiati a Hergershausen e Sickenhofen.
Nel 1866, i cittadini di Hergershausen combatterono dalla parte austriaca nella guerra austro-prussiana. Allo stesso tempo, truppe di Assia furono alloggiate a Hergershausen. Dopo la battaglia di Laufach/Fronhofen, vinta dalla Prussia, il distretto di Dieburg e quindi anche Hergershausen furono occupati dalle truppe prussiane.
Nel 1870/71 molti cittadini di Hergershausen combatterono nella guerra franco-prussiana. C'è ancora un monumento nel cortile della chiesa evangelica di Hergershausen per coloro che parteciparono e morirono nella guerra.
Dal 1872 fino alla fine dell'Impero tedesco il 2 settembre si celebrava il Giorno di Sedan. La giornata iniziava con il tambureggiare. Alla sera veniva acceso il fuoco di Sedan sul Sandberg e la giornata terminava con birra e brezel.

#### XX secolo

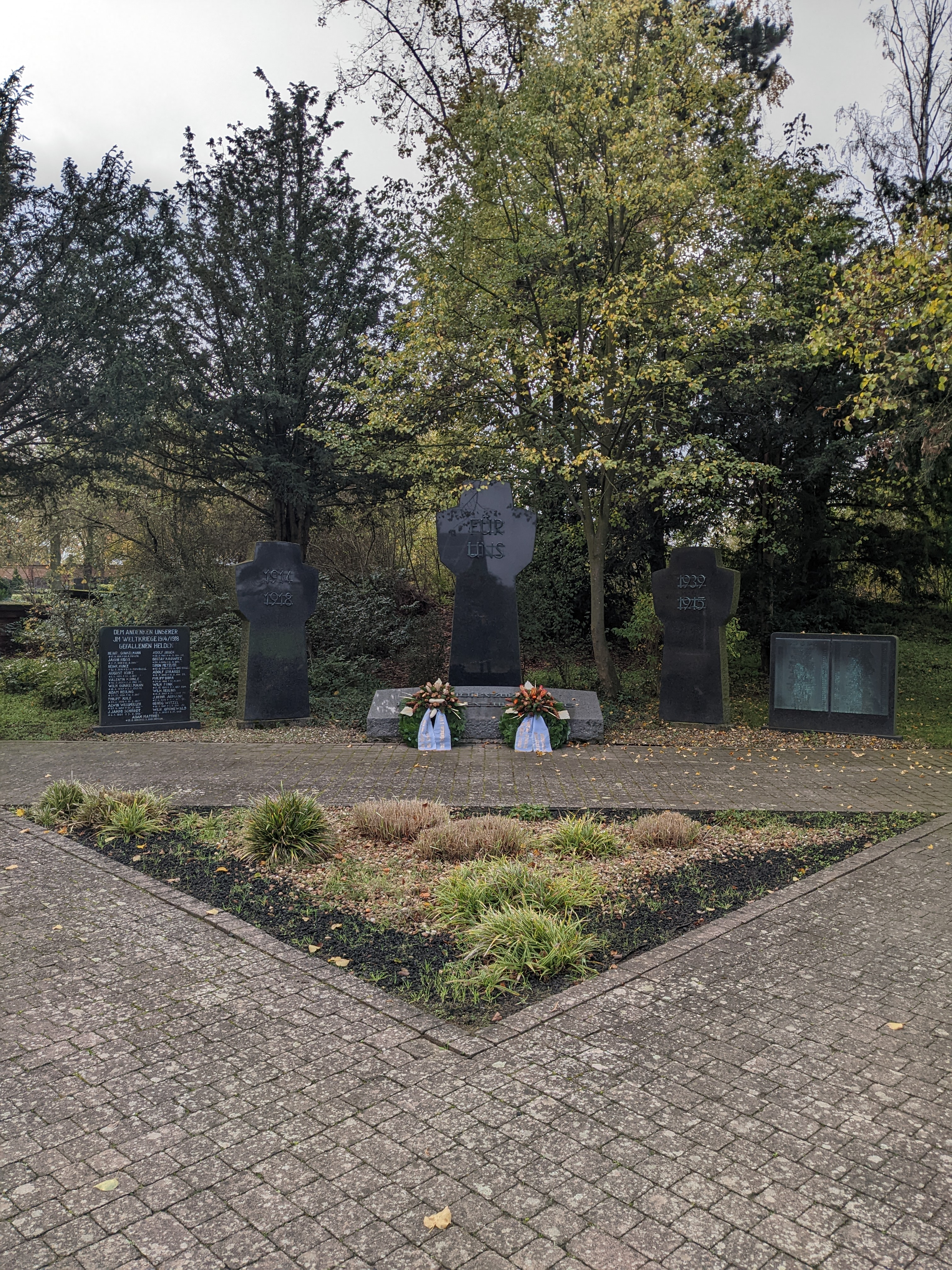
Monumento ai soldati caduti in entrambe le guerre mondiali a Hergershausen

Nel 1914 iniziò la Prima Guerra Mondiale. Circa 100 persone di Hergershausen presero parte ai combattimenti. Nel 1918, alla fine della guerra, Hergershausen dovette piangere 21 vittime, tra cui un membro della comunità ebraica. Un monumento ai caduti si erge ancora dietro il cimitero in via Am Flurgraben. A seguito della guerra, anche l'ultimo Granduca d'Assia, Ernesto Luigi, fu deposto.

## Popolazione

### Struttura demografica 2011
Secondo il censimento del 2011, il 9 maggio 2011 vivevano a Hergershausen 1.968 persone. Tra di loro c'erano 111 (5,6%) stranieri. Per quanto riguarda l'età, 381 residenti avevano meno di 18 anni, 834 avevano tra i 18 ei 49 anni, 420 avevano tra i 50 ei 64 anni e 333 residenti erano più anziani. Gli abitanti vivevano in 822 famiglie. Di queste, 231 erano famiglie monoparentali, 249 coppie senza figli e 273 coppie con figli, oltre a 60 genitori single e 9 appartamenti condivisi. Negli appartamenti abitavano solo anziani in 141 famiglie e nessun anziano in 582 famiglie.

## Religione
A Hergershausen c'era una chiesa succursale della chiesa di Dieburg, successivamente della Marienkirche a Münster. Il patronato della chiesa e quindi anche il diritto alle decime spettava all'arcidiocesi di Magonza fino al 1360, e poi al capitolo della cattedrale di Magonza. L'autorità ecclesiastica centrale era l'arcidiaconato di San Pietro e Alessandro ad Aschaffenburg, capitolo Montat. Con la Riforma, il villaggio divenne evangelico-luterano. Dal 1711 fu costruita la chiesa evangelica di Hergershausen in stile barocco e inaugurata nel 1712. Oggi la chiesa fa parte dell'intera parrocchia di Hergershausen-Sickenhofen nella decanatura del Vorderer Odenwald presso il priorato di Starkenburg della Chiesa Protestante di Assia e Nassau.

### Comunità ebraica a Hergershausen

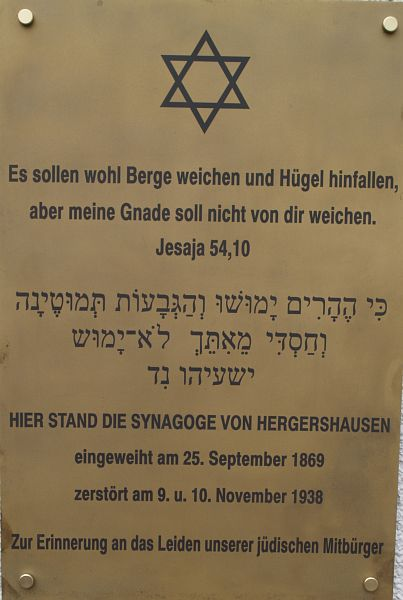
Targa commemorativa sul sito della precedente sinagoga di Hergershausen.

Le prime famiglie ebraiche si stabilirono a Hergershausen all'inizio del XVII secolo. Il loro numero crebbe costantemente fino agli anni '30 del XIX secolo, quando il numero più alto di ebrei viveva a Hergershausen con circa 122 persone, corrispondente a circa un quinto della popolazione totale. Tuttavia, il numero di ebrei era già in calo alla fine del XIX secolo. La comunità ebraica di Hergershausen costruì una sinagoga, inaugurata nel settembre 1869 e utilizzata fino a quando non fu incendiata nel 1938 dai membri delle SA di Starkenburg durante il pogrom della Notte dei cristalli. Gli ebrei deceduti non venivano sepolti nel cimitero di Hergershausen, ma nel cimitero ebraico di Sickenhofen. Nella comunità veniva impiegato un insegnante di religione, che si occupava sia dei compiti religiosi che dell'amministrazione. La congregazione faceva parte del rabbino di distretto ortodosso a Darmstadt. Gli ebrei di Hergershausen erano principalmente attivi come commercianti di cavalli e bestiame, macellai o nell'allevamento di pollame. Erano ben integrati nella vita del villaggio intorno al cambio di secolo e, con poche eccezioni, si dice che esistessero buone relazioni tra cristiani ed ebrei.
Questo è come ricorda Herta Stern, ebrea di Hergershausen:
"La vita congregazionale a Hergershausen era armoniosa, così come il rapporto con i cristiani locali. Eravamo devoti ma non ortodossi, eravamo ebrei consapevoli e vivevamo tra noi. Anche i cristiani auguravano il meglio per il Nuovo Anno, amavano comprare matzah per la Pasqua, e la gente si congratulava o si condoleva a vicenda ai matrimoni e ai funerali."

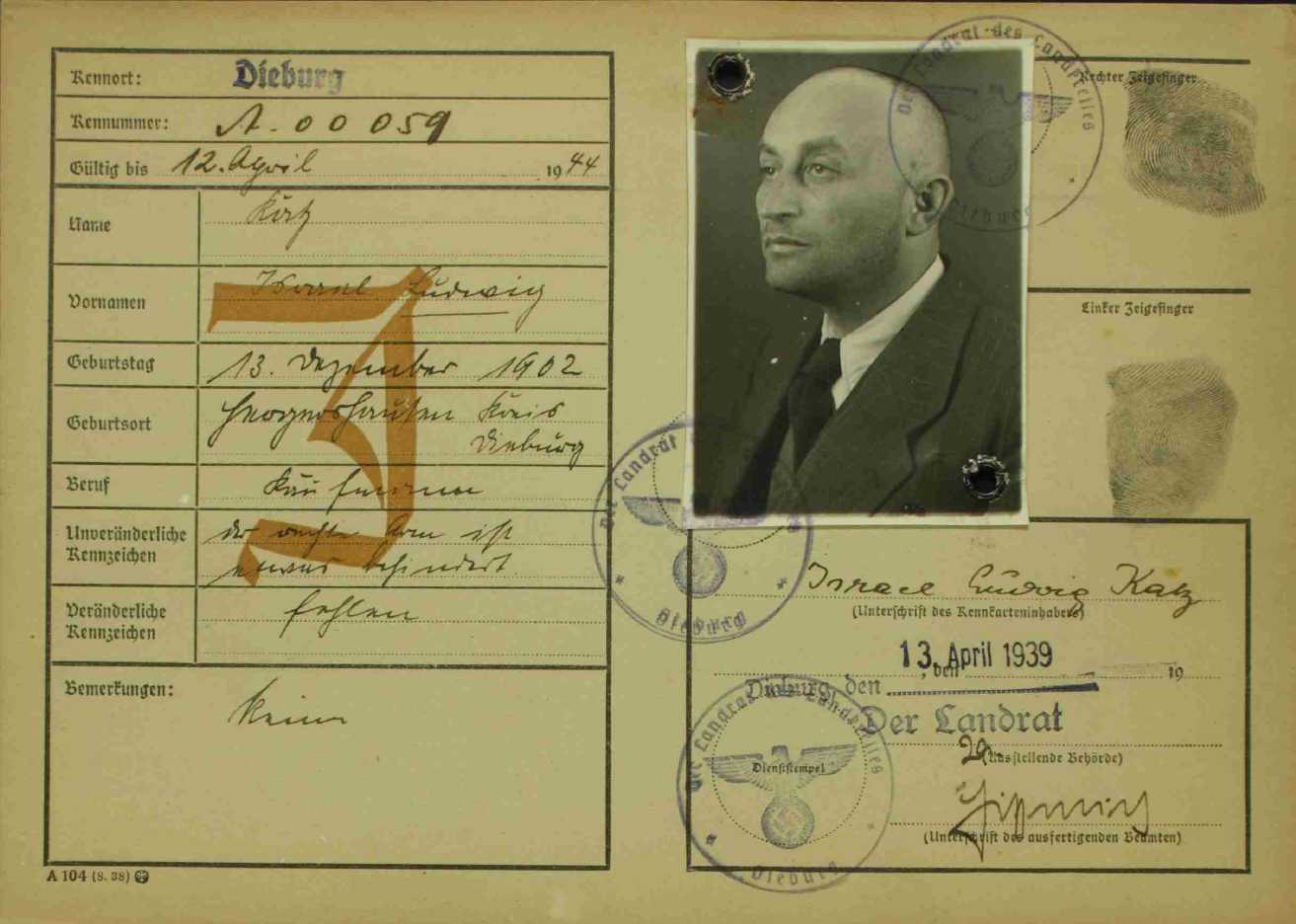
Carta d'identità del ebreo Ludwig Katz di Hergershausen, che è stato ucciso ad Auschwitz il 14 settembre 1943.

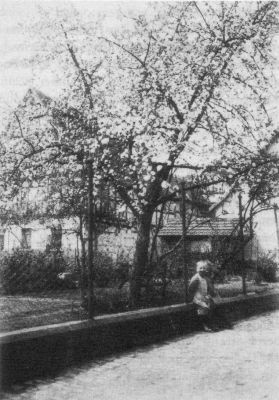
Nello sfondo, la sinagoga di Hergershausen (circa 1925).

Negli anni '30, numerosi ebrei lasciarono Hergershausen. Molti emigrarono negli Stati Uniti o si trasferirono in grandi città come Francoforte sul Meno. Secondo i documenti del memoriale Yad Vashem a Gerusalemme, 21 ebrei di Hergershausen furono vittime dello Shoah. Oggi, una targa commemorativa a Hergershausen, dedicata nel 2006 nel cinquantesimo anniversario del pogrom di novembre, presso il sito della sinagoga, commemora la sinagoga e la comunità ebraica di Hergershausen.

### Appartenenza religiosa storica
- 1829: 510 protestanti (= 79,07%), 122 ebrei (= 18,91%) e 13 cattolici (= 2,02%) abitanti
- 1961: 827 protestanti (= 73,91%), 279 cattolici (= 24,93%) abitanti

## Politica
Per Hergershausen esiste un distretto locale (aree dell'ex comune di Hergershausen) con un consiglio locale e un sindaco in base al codice comunale dell'Assia. Dalle elezioni locali del 14 marzo 2021, il consiglio consultivo locale include due membri del SPD, quattro membri della CDU e un membro di Alleanza 90/I Verdi. Il sindaco è Tanja Buia (CDU).

## Cultura e attrazioni

### Eventi regolari
- Giugno/Luglio: Concerto serale dell'orchestra del TV Hergershausen presso il mulino Langfeldsmühle
- Agosto: Festa del laghetto del club di pesca di Hergershausen
- Ottobre: Fiera popolare Hergershäuser Kerb
- Novembre/Dicembre (1º weekend dell'Avvento): Mercatino di Natale della brigata volontaria dei vigili del fuoco sul Dalles
- 1-24 Dicembre: Calendario dell'Avvento vivente
- Dicembre: Festival delle luci dell'associazione Herigar e.V.
- Dicembre (4ª domenica dell'Avvento): Concerto di Natale dell'orchestra del TV Hergershausen

## Riserve naturali
Oltre a Münster, Altheim ed Eppertshausen, Hergershausen ha una grande parte dell'area alluvionale di circa 400 ettari "Hergershäuser Wiesen" nelle sezioni inferiori del fiume Gersprenz. La renaturalizzazione del Gersprenz, la conversione dei terreni coltivabili in prati, il ricostituimento di parti dell'area e la creazione di stagni e cavi dal 1980 hanno creato, tra le altre cose, prati umidi e prati paludosi, che portano ogni anno un elevato livello di biodiversità al paesaggio alluvionale delle Hergershäuser Wiesen. Le Hergershäuser Wiesen sono diventate un luogo ideale di nidificazione, riposo e alimentazione per molte specie di uccelli.
Qui si trovano la riserva naturale "Die kleine Qualle Hergershausen", esistente dal 1984, e la riserva naturale "Auf dem Sand" tra Hergershausen e Altheim, designata nel 1998. A nord di Hergershausen si trova la riserva naturale "Brackenbruch bei Hergershausen" con prati umidi, corpi idrici e formazioni forestali naturali. Queste tre aree protette sono inserite nelle più vaste aree Natura 2000 "Untere Gersprenz" (area FFH 6019-303) e "Untere Gersprenzaue" (area di protezione degli uccelli UE 6119-401), sotto-area Hergershausen.

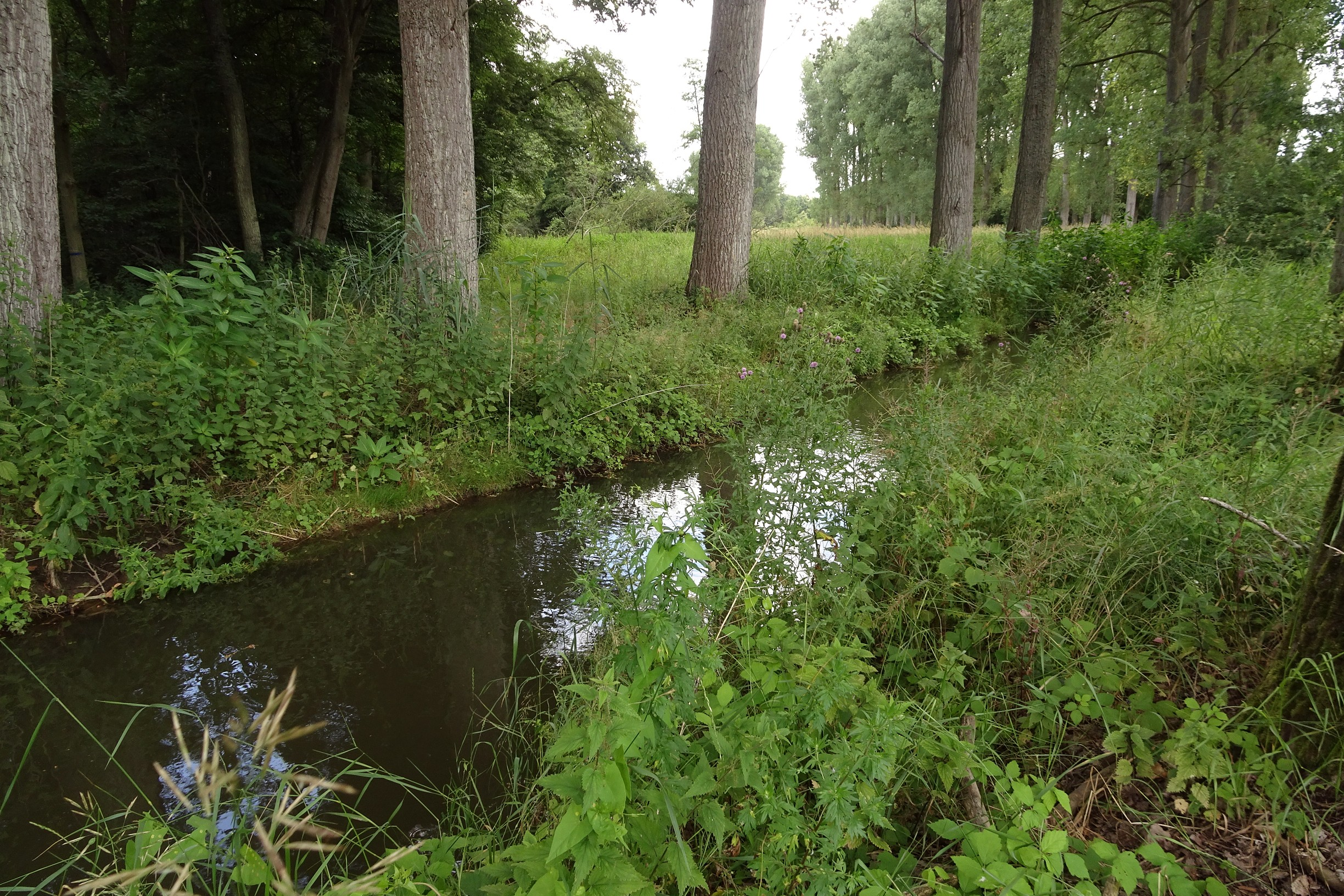
Brackenbruch Hergershausen

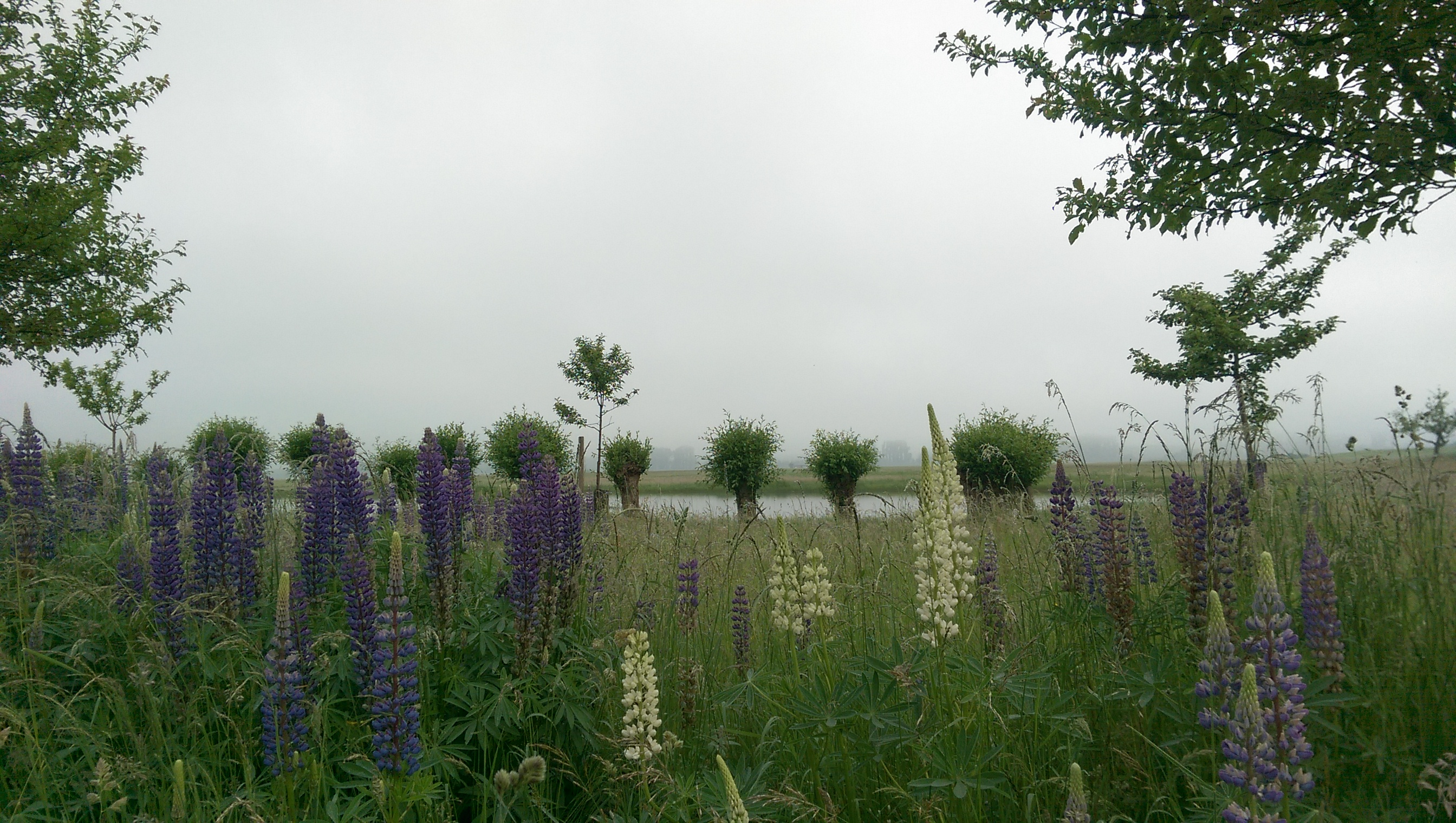
Auf dem Sand, Hergershausen

Le Hergershäuser Wiesen offrono un habitat variegato per circa 160 specie vegetali, alcune delle quali altamente specializzate, circa 30 specie di libellule e 40 specie di farfalle. Branchi di gru, oche e pavoncelle riposano qui con fino a 1000 animali. Uccelli rari come garzette provenienti dal sud, chiurli o falaropi dal nord utilizzano i prati umidi come luogo di riposo. Nelle foreste circostanti si possono trovare nibbi e nibbi rossi, così come il falco della quercia. I prati sono luoghi di nidificazione di animali rari come beccacce, tuffetti, cornacchie grigie e saltimpalo. Dopo 30 anni di astinenza, la cicogna bianca ha ripreso a nidificare dal 2000. Sono stati osservati anche 5 avocette, 2 svassi dal collo nero, una coppia di corvi e 11 coppie di tacchini. Specialmente in primavera, non si può ignorare la rana albero europea e il rospo smeraldino. Si possono osservare anche farfalle come le code di rondine e varie formiche blu rare. Nelle praterie stanno crescendo di nuovo il poligono nodoso, le primule e il germander alliaceo. E da qualche anno il castoro è tornato a migrare di nuovo nella pianura alluvionale del Gersprenz nell'area della riserva naturale. L'area stessa può essere esplorata attraverso sentieri escursionistici e ciclabili ben sviluppati e piattaforme di osservazione.

## Economia e infrastrutture
Hergershausen ha una stazione sulla ferrovia Rhein-Main nella tratta tra la stazione principale di Darmstadt e la stazione principale di Aschaffenburg.
Hergershausen è inoltre collegata a Babenhausen e ad alcuni altri villaggi del comune di Babenhausen come Sickenhofen, Harpertshausen e Langstadt, così come a Schaafheim, attraverso le sue tre fermate sulla linea di autobus BA1.
La strada federale 26 corre a circa 500 m dal villaggio ed è collegata tramite una strada.
Il Zweckverband Gruppewasserwerk Dieburg ha sede nell'acquedotto di Hergershausen.